# Julio Cruciani
Julio Enrique Cruciani (2 de marzo de 1934, Rafael Castillo, Provincia de Buenos Aires) es un juez retirado y político argentino.

## Biografía
Su padre homónimo fue un médico y dirigente del Partido Socialista en la década de 1950, aunque también estuvo ligado a la masonería. Cruciani fue en su juventud corredor de Turismo Mejorado.

### Actividad en la Justicia
En el año 1986 asumió el cargo de juez titular del Juzgado Nº 2 en lo Penal y Económico, cargo en el que se desempeñó por casi veinte años. Tuvo a su cargo causas de fuerte repercusión como la «Operación Langostino», en la que se secuestraron 600 kilos de cocaína, y envió a prisión al exsecretario de Turismo durante el gobierno de Carlos Saúl Menem, Omar Fassi Lavalle y a su esposa, Elizabeth Mazzini, por evasión fiscal. Mantuvo fuertes enfrentamientos con la cúpula de la DGI, por considerarla «auxiliar de la justicia» y no al revés, como pretendía la dependencia oficial. En 2003 ordenó la captura del empresario Eduardo Eurnekián, propietario de Aeropuertos Argentina 2000 y exdueño del multimedios Cablevisión, en cuya venta, en el año 1994 evadió al fisco 14,38 millones de dólares, declarando el monto de la venta, unos 715 millones de dólares, como donación y depositándolo posteriormente en paraísos fiscales de las Islas Caimán y Bahamas. El empresario, imputado por el delito de evasión fiscal agravada, debía presentarse a declarar en forma voluntaria.
El 16 de mayo de 2005 presentó su renuncia al cargo para incursionar en la actividad política, desde la agrupación «Propulsar al País», a la que definió como un nucleamiento de «gente común, de vecinos» y cuya plataforma será «el respeto irrestricto a la Constitución Nacional».
En declaraciones a Radio del Plata, Cruciani señaló que tomó la decisión porque se sentía «cansado de la Justicia», en la que dijo haber tenido «grandes satisfacciones y grandes indignaciones», y entre estas últimas mencionó los sobresueldos a los funcionarios durante el gobierno de Carlos Saúl Menem.
«Hace unos años la Asociación de Magistrados denunció los sobresueldos pero no pasó nada; es un secreto a voces que algunos funcionarios judiciales, realmente los peores, cobraban sobresueldos de 10 mil pesos y más».
Aclaró que nunca percibió sobresueldos y que, por el contrario, se lo solían rebajar. «Era mediante multas que me aplicaba la cúpula judicial porque hablo, porque decía cosas», explicó.

### Actividad política
Partidariamente, Cruciani se autodefine "independiente, ni radical ni peronista", y dijo que "los dos grandes partidos mayoritarios" le ofrecieron ser "cabeza de lista".
"No acepté porque después de mí se ubicaban Alí Babá y los 40 ladrones", dijo, criticando a las listas sábana.
En las elecciones legislativas de 2005, Julio Cruciani presentó su candidatura a senador y diputado nacional por la Provincia de Buenos Aires, aunque fue rechazada por el Juez Electoral de la Provincia de Buenos Aires, Manuel Blanco, por no poder acreditar la residencia mínima de dos años en la jurisdicción electoral. El exjuez nació en la localidad de Rafael Castillo, partido de La Matanza, en el Gran Buenos Aires.
En las elecciones presidenciales de 2007, presenta nuevamente candidatura a senador y diputado nacional por la lista 279, esta vez por la Ciudad de Buenos Aires, donde reside actualmente.
En las elecciones legislativas de 2009, Julio Cruciani vuelve a presentarse como candidato diputado nacional por la Ciudad de Buenos Aires, por la lista 183 (Jubilados en Acción), quedando en el octavo lugar con el 1,62% de los votos.